# ジョナス・ブラザーズ

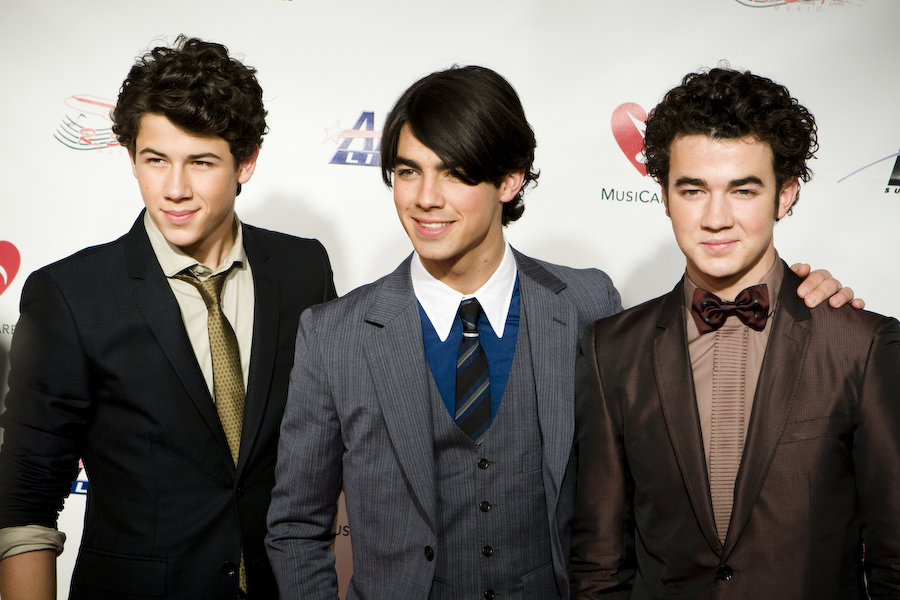
ジョナス・ブラザーズ（2009年）

ジョナス・ブラザーズ（Jonas Brothers）は、アメリカ合衆国ニュージャージー州出身のポップ・ロック・バンド。

## 来歴
長男のケヴィン、次男のジョー、三男のニックのジョナス3兄弟からなる。
父親からはイタリア、ドイツの血を、母親からはアイルランド（母方の祖父）、チェロキー族の血をひいている。
デビューは2005年12月。ポップ・グループに関心があるとは思えないレーベル、コロムビア・レコードからのデビューだった。その理由は、当初は三男のニックだけの契約で、それも「クリスチャン・ミュージックを歌う11歳の少年」に魅力を感じたからである。ニックはソロ・シングル2枚をリリースしたが、アルバム制作のタイミングで兄弟3人が作った曲が認められ、グループとして活動することが決まった。サウンド・オブ・ジョナス（Sound of Jonas）を経て、ジョナス・ブラザーズとなってからは、よりロック色を強めたサウンドに変わっていった。
デビュー・アルバム『It's About Time』が脚光を浴びることはなかったが、セカンド・アルバム『ジョナス・ブラザーズ』はビルボード・チャートで初登場5位に入るヒットとなった。
2007年、ディズニー・チャンネルのオーディションに合格。
2008年、ディズニー・チャンネル・オリジナル・ムービー『キャンプ・ロック』に出演。デミ・ロヴァートと共演した。2010年には続編である『キャンプ・ロック2 ファイナル・ジャム』にも出演。
2009年、ディズニー・チャンネルにてジョナス・ブラザーズが主演するホームコメディ・ドラマ『J.O.N.A.S.』が、2シーズンにわたって放送された。日本では2009年5月2日から2010年10月3日に放映。この番組のために彼らが作成した数多くのオリジナル曲が収録されている。
2013年に入ると、メンバー同士の喧嘩が激しくなり、予定されていたツアーも中止。そして10月29日、ジョナス・ブラザーズは正式に解散すると発表した。
2019年3月1日に、バンドは再結成の発表とともに新曲「サッカー（Sucker）」をリリース。併せて公開されたミュージック・ビデオは英国王室が所有していた時期もあり、映画『女王陛下のお気に入り』の撮影でも使用された中世のカントリー・ハウス、ハットフィールド・ハウスで撮影され、3日間で4,000万回再生を記録。バンド・メンバーの妻、婚約者も出演している。 同曲は全米シングルチャート初登場1位を記録し、ジョナス・ブラザーズにとって初めての1位となった。また、グループとして初登場1位獲得は今回で史上2組目で、1998年のエアロスミスの「ミス・ア・シング」以来の記録。
2023年に6枚目のスタジオ・アルバムとなる『ザ・アルバム』をリリースした。

## メンバー
- ケヴィン・ジョナス (ポール・ケヴィン・ジョナスII、Paul Kevin Jonas II、1987年11月5日（37歳） - ）、ニュージャージー州ティーネック生まれ。身長175cm。ギター、バック・ボーカル担当。

好きな食べ物は、寿司。あだ名は「K2」。
作曲の際は、彼の案がよく採用されるという。
3人の中では最初にギターを始めた。
2009年、元美容師の彼女、ダニエル・デリーサと結婚した。ニュージャージー州で建築会社を経営している。
- ジョー・ジョナス（ジョセフ・アダム・ジョナス、Joseph Adam Jonas、1989年8月15日（35歳） - ）、アリゾナ州カーサグランデ生まれ） 。身長171cm。リード・ボーカル、ギター、キーボード、タンバリン担当。

本当は、コメディアンになるのが夢だった。あだ名は「Danger」。ケヴィン曰く「音楽のためにはどんなことでもするハチャメチャだから」とのこと。3人の中では一番身だしなみに気を使い、いつも準備に時間が掛かるそう。過去にAly & AJのアマンダ・ミシェルカ、テイラー・スウィフト、カミーラ・ベル、デミ・ロヴァートと付き合っていた。また、『トワイライト』シリーズに出演しているアシュリー・グリーンとも付き合っていたが破局。
『キャンプ・ロック』『キャンプ・ロック2 ファイナル・ジャム』のシェーン役。
2019年、女優のソフィー・ターナーと結婚したが、2023年離婚。
- ニック・ジョナス（ニコラス・ジェリー・ジョナス、Nicholas Jerry Jonas、1992年9月16日（32歳） - ）、テキサス州ダラス生まれ 。身長170cm。ボーカル、ギター、ベース、ドラム、キーボード、ピアノ担当。

あだ名は「Mr.President」。3人の中で一番冷静で、しっかりしていて、実力があるため、このあだ名がついた。2007年10月のイベントで、自分がI型糖尿病であることを告白した。これをきっかけに、糖尿病の子供達を支援する活動に積極的に参加する。ブロードウェイで子役の経験がある。
マイリー・サイラス、セレーナ・ゴメスの元恋人。
2018年12月、 ボリウッド女優のプリヤンカー・チョープラーと結婚した。

## ディスコグラフィ

### スタジオ・アルバム
- It's About Time（2006年）
- 『ジョナス・ブラザーズ』 - Jonas Brothers（2007年）
- 『ア・リトル・ビット・ロンガー』 - A Little Bit Longer（2008年）
- 『ラインズ・ヴァインズ・アンド・トライング・タイムズ』 - Lines Vines and Trying Times（2009年）
- 『ハピネス・ビギンズ』 - Happiness Begins（2019年）
- 『ザ・アルバム』 - The Album（2023年）